# César Daly
César Denis Daly es un arquitecto francés (17 de julio de 1811, Verdún, 11 de enero de 1894, Wissous) que tuvo gran influencia en la arquitectura europea de la segunda mitad del siglo XIX con la publicación periódica de su revista Revue générale de l'architecture et des travaux publics.

## Biografía
Hijo natural de John Daley, comisionado de alimentos británico entonces prisionero de guerra en Verdun, y de la francesa Camille Augustine Bernard, César Daly se crio en Douai. Allí inició su formación en arquitectura, luego continuó sus estudios en el estudio de Félix Duban en la École des Beaux-Arts de París (pero no aprobó el examen de ingreso a la École des Beaux-Arts).
Precursor de Viollet-le-Duc, César Daly trabajó como arquitecto diocesano, de 1843 a 1877, en la restauración de la catedral de Santa Cecilia de Albi. Fue nombrado miembro de la Comisión de Arte y Edificios Religiosos en 1848.
Falansteriano comprometido con las tesis socioeconómicas de Charles Fourier, en 1848 fundó una efímera Sociedad de artistas decorativos e industriales y, ese mismo año, pero sin éxito, se presentó como candidato a la Asamblea Nacional Constituyente. Con motivo de sus viajes, visitó en Texas la colonia utópica de Icaria fundada por Étienne Cabet.
Daly obtiene la Légion d'honneur el 13 de agosto de 1861y recibió la Royal Gold Medal en 1892.
Mucho más que un practicante de campo, César Daly fue un hombre de influencia, activo en organismos de asociación y publicaciones profesionales en el mundo de la arquitectura. Fue secretario de la Sociedad Central de Arquitectos Propietario fundador y director de la Revue générale de l'architecture et des travaux publics (1840-1888) et de La Semaine des constructeurs (1877-1895), publicaciones cuya influencia fue notable. Es también autor de varias obras de referencia.

## Publicaciones
- Mémoire sur 32 statues symboliques observées dans la partie haute des tourelles de Saint-Denys, par Mme Félicie d'Ayzac, Précédé d'une introduction traitant du symbolisme dans l'architecture, par M. César Daly,... Paris, 6 rue de Furstemberg, 1847. In-8.º, 206 p. Extrait de la Revue générale de l'architecture et des travaux publics
- Nos doctrines réponse à deux objections adressées à la direction de la "Revue de l'architecture" 1860
- Des concours pour les monuments publics dans le passé, le présent et l'avenir, Paris : Revista de Arquitectura, 1861
- L'Architecture privée au XIXe siècle sous Napoleón III. Casas nuevas en París y alrededores, París, 1864, volumen 1
- L'Architecture privée au XIXe siècle sous Napoleón III. Casas nuevas en París y alrededores, París, 1864, volumen 2
- L'Architecture privée au XIXe siècle sous Napoleón III. Casas nuevas en París y alrededores, París, 1864, volumen 3
- Les théatres de la Place du Châtelet : Théatre du Châtelet - Théatre-Lyrique

En colaboración con Gabriel Davioud (París, 1865)
- Patrones históricos de la arquitectura ornamental y la escultura. : selección de fragmentos tomados de monumentos franceses desde el comienzo del Renacimiento hasta el final de Luis XVI (2 volúmenes, París, 1869)
- Des droits et des devoirs de l'architecte envisagés comme constituant le programme nécessaire de tout journal d'architecture, extrait de la "Revue générale de l'architecture et des travaux publics", 28, 1870
- Architecture funéraire contemporaine. Spécimens de tombeaux… choisis principalement dans les cimetières de Paris et exprimant les trois idées radicales de l'architecture funéraire (Paris, 1871)
- Arquitectura privada en el siglo XIX (segunda serie). Casas nuevas en París y alrededores (3 volúmenes, París, 1872)
- Arquitectura privada en el siglo XIX Tercera serie. decoraciones interiores pintadas (2 volúmenes, París, 1874)
- Ingénieurs et architectes un toast et son commentaire, Paris, 1877 extrait de la "Revue générale de l'architecture et de travaux publics"
- Des hautes-études d'architecture un appel à nos corps constitués et aux architectes indépendants..., 44 p., extrait de la "Revue générale de l'architecture et des travaux publics", XVe vol., 4.º serie, edición de 1888 : París : André, hijo de Daly, 1888